# Cadaver (videogioco)
Cadaver è un'avventura dinamica isometrica sviluppata dalla The Bitmap Brothers e pubblicata dalla Image Works nel 1990 per i computer Amiga, Atari ST e MS-DOS. Venne pianificata anche una versione per Sega Mega Drive, ma quest'ultima non venne mai distribuita sul mercato.